# 전투왕
전투왕은 한국에서 제작된 이상호 감독의 2021년 다큐멘터리 영화이다. 2022년 2월 17일에 개봉하였다. 1980년에 벌어진 광주 5.18 민주화 운동을 배경으로 한다. 이 영화의 감독이자 30년 이상 기자로 활동해온 이상호의 시각을 담고 있다.